# Jan Schubert
Jan Schubert (Johann Schubert asi 1743 – 30. září 1792 Frýdek) byl pozdně barokní sochař a štukatér, jehož tvorba zasáhla poměrně výrazně území západní části Slezska. Velký ohlas měla jeho sochařská výzdoba protějškových útvarů kazatelen a nástavců křtitelnic, které byly v pozdějších letech hojně napodobovány jeho následovníky.

## Život
Jan Schubert se zřejmě narodil v roce 1743, ale přesné datum ani místo nejsou známy. Podle dochovaných zpráv se klade jeho narození mezi léta 1741 – 1743 v Lipníku nad Bečvou nebo jeho nejbližším okolí. Jeho učednické začátky můžeme vystopovat v dílně hranického sochaře a řezbáře Františka Gallaše (1723-1795). Spolu se Schubertem se v dílně vyučoval i Václav Böhm (1739?-1795?). Pravděpodobně zde působil do roku 1758, kdy Gallaš z Hranic odchází. S Böhmem poté Schubert odešel do Vídně. Školení Schubertovo na vídeňské akademii nelze archívně ověřit, i když se o něm Gallaš zmiňuje.Je proto pravděpodobnější, že byl vyučen u některého z vídeňských sochařů. Nebo mohl být na akademii zapsán jako tzv. „frembder Lehrling“, tedy jako host, a na rozdíl od imatrikulovaného žáka nebyl zaregistrován.
V době, kdy Schubert pracoval v Horním Hlohově, se roku 1778 oženil s Annou Marií Bobrichovou, bývalou služebnicí na dvoře hraběte Alberta Josefa Hodice. Stejného roku se jim narodila dcera Anna. Schubert bydlel již delší dobu v Piskořově, neboť při zápisu sňatku bylo uvedeno u obou snoubenců bydliště Piskořov čp. 8, také žil pravděpodobně i starší syn Jan Nepomuk, který podle rudoltické matriky zemřel roku 1779 ve věku tří let a jedenácti měsíců a byl tedy jejich nemanželským dítětem. V následujícím roce se jim narodil syn Jan, a v dalších letech syn Karel Josef Daniel (1782) a Antonín Engelbert (1785). Později se Schubert s manželkou a dětmi přestěhoval do domu č. 1 v Piskořově, sochař ale odjížděl za prací a rodina žila v bídě.
Dalším známým bodem z jeho osobního života je záznam o obvinění z prostopášného života a ze svedení dvou dívek, dcer městského strážmistra Längnera, pro nějž se dostal v roce 1781 ke kriminálnímu soudu. Pro nedostatek důkazů bylo ale soudní řízení zastaveno. Brzy potom Schubert zřejmě opustil Krnov, místní záznamy mluví o tom, že pro dluhy utekl se Sebastinim do Horního Hlohova.
Celkově toho o jeho životě moc nevíme, můžeme pouze sledovat jeho zakázky díky záznamům farských knih.
Jeho úmrtí jasně časově určuje záznam v knize zemřelých farního kostela ve Frýdku. Píše se zde: …zemřel ve Frýdku č. 104 štukatér Jan Schubert ve věku 49 let.

## Dílo

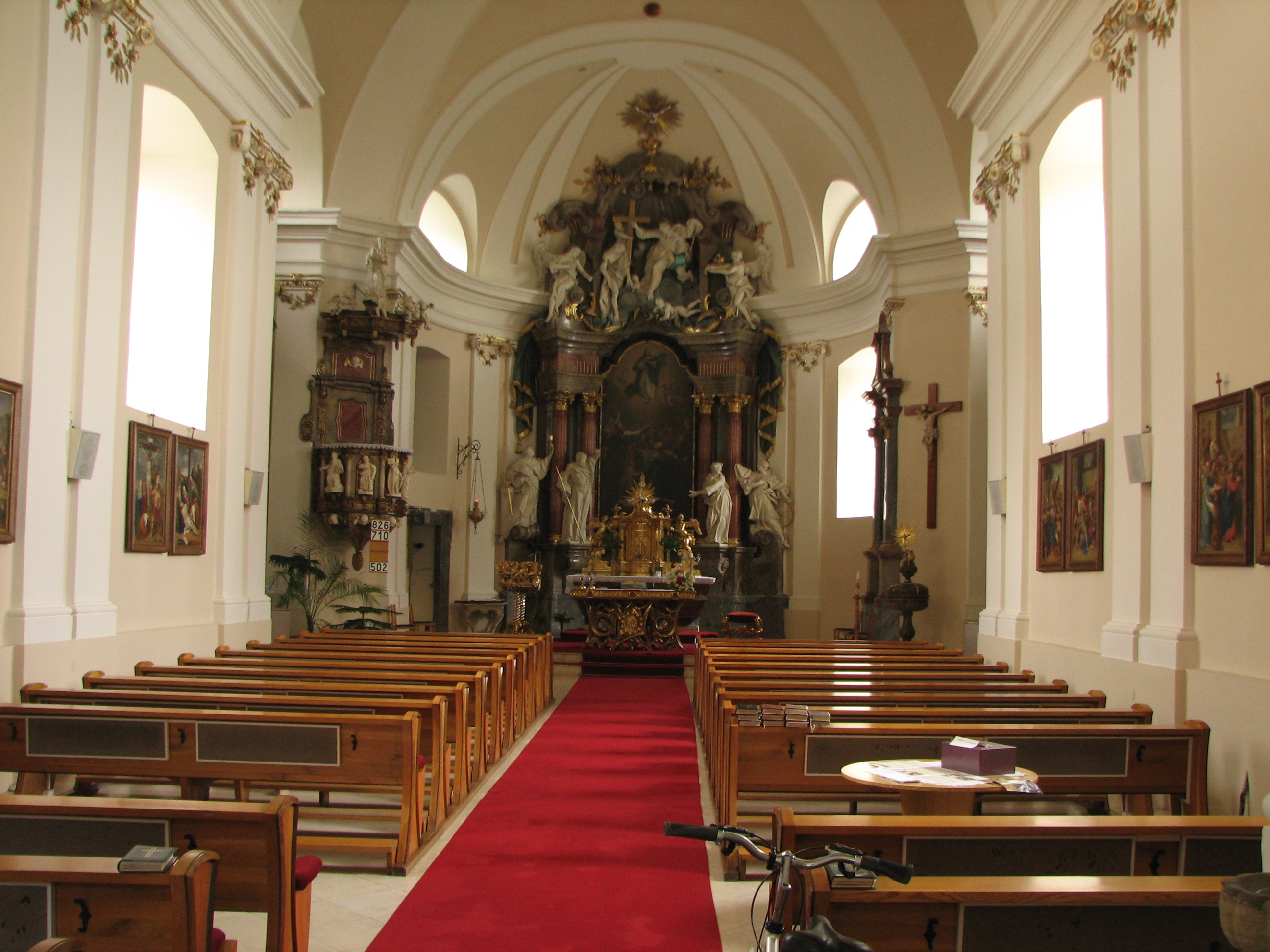
Ždánice - interiér kostela

Jan Schubert byl velmi zaměstnaným sochařem a štukatérem, který vyšel z moravské sochařské tvorby, přešel svým dílem do Slezska a spojil jej s Moravou svým uměleckým úsilím. Celkově tohoto sochaře vystihuje povšechná výtvarná charakteristika díla, jíž je syntéza malebného a hravého rokoka s klasicizujícím slohovým názorem, zdůrazňujícím plastičnost a zklidnění.
Svou první písemně doloženou práci vykonal roku 1764 pro piaristy v Příboře v tamním kostele sv. Valentina. Vytvořil zde hlavní oltář, kazatelnu a šest bočních oltářů. V témže roce jej piaristický rektor z Lipníka nad Bečvou získal pro výzdobu oltáře Panny Marie Bolestné představující Kalvárii, kazatelny s postavou Dobrého pastýře v baldachýnu a dole na parapetu vytvořil reliéf Narození Páně ve zdejším piaristickém kostele. Práci zde dokončil roku 1765 a o rok později zde ještě vytvořil řezbu sv. Rozálie Panormitské pro jeskyni pod severní věží.
Roku 1780 je Jan Schubert připomínán ve farním kostele sv. Martina v Krnově pracemi na štukové výzdobě oratoří presbytáře (vavřínové girlandy a rokajové kartuše s rozetami a mašlemi), na zhotovení hlavního oltáře se sochami sv. Ambrože a Augustina u pat sloupů, dále na přízední kazatelně s postavou andílka oděného jako pastýř s beránkem a holí, a andílka, který drží kruhový medailon s reliéfem svatopetrského chrámu. Schubertův rukopis je jasně rozeznatelný také na protějškovém nástavci křtitelnice, pro jeho charakteristickou kompozicí - figurami Adama a Evy na zeměkouli ovinuté hadem a na stříšce se sousoším Kristova křtu. Sochař je také autorem čtyř bočních oltářů s jejich sochařskou výzdobou (oltář Panny Marie s figurami sv. Jana Křtitele, sv. Anny se sochami sv. Floriána a Šebestiána, sv. Aloise s postavami Árona a Zachariáše a oltář Panny Marie Růžencové s Mojžíšem a Davidem).
Dále máme doloženy práce na kostele Nanebevzetí Panny Marie v Opavě. Zde pracoval mezi léty 1782 - 1784, Schubert měl za úkol vytvořit hlavní oltář podle již schváleného rysu eichstättského stavitele italského původu Maurizia Pedettiho (1719-1799), pořídit veškerou štukovou a figurální sochařskou výzdobu a nakonec celý oltář vyštafírovat. Kompozičním protějškem k hlavnímu oltáři se staly skupina Kristova křtu nad mramorovou křtitelnicí a na opačné straně kazatelna zdobená klasicistním dekorem.
Na sklonku svého života pracoval v polském Těšíně, kde se stala jeho poslední dokončenou realizací architektura kazatelny a protějškového nástavce křtitelnice v bývalém dominikánském kostele, dnes kostel sv. Maří Magdalény.
Poslední jeho prací však byl hlavní oltář farního kostela Navštívení Panny Marie ve Frýdku. Tento oltář je další modifikací hlavního oltáře ve formě otevřeného tempietta podle projektu Maurizia Pedettiho z Eichstättu, avšak jeho stavbu nedokončil z důvodu své náhlé smrti dne 30. září 1792. V roce 1794 se dokončení hlavního oltáře a vybudování ostatní výzdoby kostela ujal brněnský sochař Ondřej Schweigl (1735-1812), který celé dílo zakončil roku 1796.
Tento výčet jsou pouze práce písemně doložené a datované, dále k jeho dílu náleží práce, které nejsou přesně určené rokem a práce mu připsané.
Na počátek Schubertovy tvorby lze podle nejnovějších poznatků zařadit výzdobu kostelů ve Chválkovicích, Ždánicích a Šenově u Ostravy. Oltář ve Chválkovicích je podle tamní farní kroniky vymezen rokem 1760 a z formální stránky vznikl redukcí bohatěji zdobeného oltáře ve Ždánicích. Na obou oltářích jsou osazeny sochy sv. Kateřiny a Barbory, umístěné u paty sloupů a v nástavci figura Boha Otce, trůnícího v oblacích, doprovázeného andílky a okřídlenými hlavičkami. Kostel v Šenově byl stavebně dokončen roku 1764, plastická výzdoba je zde podřízena složce architektonické jak v hlavním, tak i ve vedlejších oltářích. Další bádání doplnilo jeho práci v Šenovském kostele o výzdobu kazatelny, tabernáklu před hlavním oltářem a sochařskou výzdobu parapetu kruchty a varhanního prospektu.
Po svém návratu z Vídně spolupracovali Jan Schubert a Václav Böhm s Františkem Ondřejem Hirnlem (1726-1774). Například ve farním kostele Nejsvětější Trojice ve Fulneku pracovali Hirnle s Böhmem v interiéru. Schubert osadil v exteriéru do fasády kostela kamenné skulptury čtyř evangelistů a nad portál kostela reliéf představující Nejsvětější Trojici. Kostel byl dostavěn v letech 1760-1762, v následujících letech pravděpodobně také vznikly tyto figury.
V průběhu 60. let 18. století pracoval, jak bylo nově zjištěno, v Prostějově na výzdobě kostela řádu milosrdných bratří sv. Jana Nepomuckého. Sochařské dílo zde tvoří jednotnou výzdobu spolu s malbami jeho častého spolupracovníka malíře Františka Antonína Sebastiniho (1724?-1789). Schubert provedl stavbu hlavního a bočních oltářů, vyzdobil kapli sv. Kříže a nad vchodem do konventu osadil figurální skupinu se svatými a andělem držícím obraz Panny Marie Svatokopecké. Dále v Prostějově, tentokrát ve farním kostele Povýšení sv. Kříže, pak vytvořil dva protějškové oltáře v lodi se skupinou Krista na Olivetské hoře a další s Bolestnou Pannou Marií.
Z jeho tvorby pro církev se vymyká práce na zámku ve Slezských Rudolticích pro hraběte Alberta z Hodic. Dnes si o této práci můžeme utvořit představu pouze na základě fotografií  Archivováno 27. 6. 2013 na Wayback Machine. a starších popisů zámku. Šlo hlavně o sochařskou a štukovou výzdobu zámecké knihovny (supraporty portálů s portréty Josefa II. a Fridricha Velikého, knihovní skříně osazené bustami vědců a filozofů, postavami puttů a různými alegorickými figurami aj.) a sálu, tzv. Regenzimmer tedy Dešťového pokoje. Své označení získal díky vodním hříčkám, které zde byly umístěny spolu s nejednotnou dekorativní výzdobou (symbolické náhrobky a epitafy). Kromě toho jsou z fotodokumentace známy zřejmě štukové sochy ležícího a spícího hraběte Hodice v zámeckém parku, a figura sv. Maří Magdalény opírající se o lebku. Plastická výzdoba knihovny a sálu zvaného Regenzimmer měla formálně všechny znaky doznívajícího slohu, obsahově pak zrcadlila rozklad společenské epochy, ale ukazovala také na podivínství objednavatele.
Při práci na výzdobě farního kostela sv. Jakuba Většího v Kostelci na Hané Schubert s Františkem Ondřejem Hirnlem. Dílem Schubertovým se jeví architektura křtitelnice ve spodní části se štukovým sousoším Adama a Evy sedících na zeměkouli a v horní se sv. Metodějem křtícím knížete Bořivoje, dále ve dvou protějškových nikách lodi umístěné sochy sv. Mikuláše a sv. Martina a drobné figurální řezby na zpovědnicích.
Jan Schubert a František Antonín Sebastini se setkali při zakázce na barokizaci farního kostela sv. Bartoloměje v Horním Hlohově v letech 1776-1781. Jde o jejich nejrozsáhlejší dílo na území dnes polského Slezska. Schubert je autorem hlavního oltáře s jeho sochařskou výzdobou, tedy postav čtyř evangelistů flankovaných svými symboly v interkolumniích a štukového sousoší Nejsvětější Trojice a adorujících andělů v nástavci. Po stranách zlaceného tabernáklu hlavního oltáře umístil sochy sv. Šebestiána a sv. Rocha. Na stěnách vítězného oblouku dal vzniknout kazatelně se sousoším sv. Petra držícího klíče v nástavci; na protější straně pak nástavec i křtitelnice, ten má ve spodní části sousoší Adama a Evy sedících na glóbu a v nástavci figury Kristova křtu a sedícího Boha Otce. V kartuších nad mezilodními arkádami jsou poloplastiky čtyř církevních otců (sv. Ambrože, Řehoře Velikého, Jeronýma a Augustina), sochy sv. Heleny a císaře Konstantina, které flankují hudební kruchtu, figury sv. Františka Xaverského a Jana Nepomuckého osazené na pilířích mezilodních arkád, dále plastiky krále Davida, sv. Jana Křtitele, sv. Petra a sv. Maří Magdalény, kterými jsou osazeny stříšky zpovědnic, a postavy sv. Floriána a sv. Jiří na bočním oltáři v lodi kostela. Všechny tyto sochy jsou provedeny ve štuku. Kromě toho sochař realizoval také štukovou výzdobu stěn lodi, hudební kruchty, presbytáře a poprsnic oratoře. 
Schubert se do Horního Hlohova vrátil opět v letech 1780-1781, kdy zde údajně utekl s malířem Sebastinim a měl zde údajně vytvořit sochařskou a štukovou výzdobu fasády místní radnice. Jedná se o nárožní sochy sv. Floriána a sv. Jana Nepomuckého, které doprovází štukové reliéfy s námětem Saturna a Panny Marie.

### Shrnutí
Zájem Schuberta není soustředěn pouze na plastickou výzdobu oltáře, křtitelnice či kazatelny, ale pracuje také s plochou stěn, na nichž uplatňuje jak dekor ornamentální, tak figurální. Snaží se dosáhnout sjednoceného výrazu interiéru kostela. V pojetí oltářů není osobitý, snažil se o vzdušnou, vylehčenou sloupovou architekturu na hloubkovém půdoryse zakončenou baldachýnem s volutami. K dekorativním účelům v těchto oltářích používá drapérie a závěsy. V pozdních pracích se přiklonil více k soudobému klasicismu a jeho oltářní tvorba se stává hmotnější a hlavně plošší, ke zdobení užívá girlandy, rozety a vázy. V dekoru se jeho vývoj pohybuje od rokokového palmetového listu, drobného rokaje a růžových závěsů až k ztuhlému louisézovému festonu.
Schubertovy figury jsou z počátku rokokově křehké s lehce nasazenými gesty, zachyceny v labilním přisednutí nebo příkleku. Jeho postavy mají drobné hlavy s parukovitě nasazenými účesy a jsou charakteristické plochými nosy a přivřenými očními víčky. Andílci pak mají vyklenutá čela a světci čela ubíhající dozadu. Figury obléká do soudobého šatu.
Hmota figur je někdy velmi těžce zvládnutá, přechází až v beztvarost, nebere na zřetel logickou stavbu figur a navíc ji znejasňuje nelogickým řasením drapérie, která nerespektuje přirozený pohyb postav.
Při sledování Schubertovy činnosti je třeba si všimnout jeho spolupráce s malířem F. A. Sebastinim. Oba umělci mají po výtvarné stránce mnoho společných rysů a to zejména lehkou a snadnou produkci a sklon k formální nahodilosti.
Jan Schubert dokládá nespoutanou sílu umělce – dekoratéra pokročilého 18. století. Dostal poučení ve Vídni, které ho vedlo na rodnou Moravu do blízkosti vyznavače klasicizujícího sochařského směru F. O. Hirnleho, jehož dílenská rutina ve způsobu formálního vyjadřování u něj nezůstala bez vlivu.